# Каменка (Новосибірський район)
Каменка (рос. Каменка) — село у Новосибірському районі Новосибірської області Російської Федерації.
Входить до складу муніципального утворення Каменська сільрада. Населення становить 2153 особи (2010).

## Історія
Згідно із законом від 2 червня 2004 року органом місцевого самоврядування є Каменська сільрада.

## Населення
| 2002 | 2007  | 2010  |
| ---- | ----- | ----- |
| 1860 | ↗1955 | ↗2153 |